# Larisa Tsaryova
Larisa Nikolaïevna Tsaryova (russe : Лариса Николаевна Царёва), née le 10 août 1958 à Tallinn (RSS d'Estonie), est une ancienne nageuse soviétique spécialiste de la nage libre. Elle remporte trois médailles de bronze aux Mondiaux 1978.

## Carrière
En 1977, elle est médaillée d'argent sur le 4 × 100 m 4 nages aux championnats d'Europe. Aux championnats du monde 1978, Larisa Tsaryova remporte trois médailles de bronze : sur le 100 m et le 200 m nage libre ainsi que sur le relais 4 × 100 m nage libre.

## Palmarès

### Championnats du monde
- Championnats du monde 1978 à Berlin ( Allemagne de l'Ouest) :
  -  médaille de bronze du 100 m nage libre
  -  médaille de bronze du 200 m nage libre
  -  médaille de bronze du 4 × 100 m 4 nages

### Championnats d'Europe
- Championnats d'Europe 1977 à Jönköping ( Suède) :
  -  médaille d'argent du 4 × 100 m 4 nages